# Стейн, Элиас (математик)
Элиас Менахем Стейн (англ. Elias Menachem Stein, 13 января 1931 — 23 декабря 2018) — американский математик, лауреат престижных международных премий.

## Биография
Родился в 1931 году в Антверпене (Бельгия) в семье евреев-ашкенази. После того, как в 1940 году Бельгия была захвачена немцами, семья бежала в США. Там он закончил Чикагский университет, где в 1955 году защитил диссертацию под руководством Энтони Зигмунда. После этого он сначала преподавал в Массачусетском технологическом институте, в 1958 году стал доцентом Чикагского университета, а в 1963 году — профессором Принстонского университета.

## Научные достижения
Стейн работал в основном в области гармонического анализа. Среди его многочисленных учеников — два филдсовских лауреата: Чарльз Фефферман и Теренс Тао.

## Членство в академиях и научных организациях
- Национальный научный фонд
- Фонд Альфреда Слоуна
- Национальная академия наук США
- Американское математическое общество

## Награды и отличия
- Премия Стила (1984 и 2002)
- Премия Рольфа Шока в области математики (1993)
- Премия Вольфа в области математики (1999)
- Национальная научная медаль США (2001)